# Kristina Vogel
Kristina Vogel (Leninskoie, Kirguizstan, 10 de novembre de 1990) és una ciclista alemanya especialista en la pista. Ha guanyat una medalla d'or als Jocs Olímpics de Londres, i una d'or i una de bronze als de Rio de Janeiro. Fent parella amb Miriam Welte també ha aconseguit tres Campionats del món, i sis més individualment.
Nascuda a la república ex-soviètica del Kirguizstan, Vogel, amb sis mesos d'edat, i els seus pares es van traslladar a la ciutat alemanya d'Erfurt.
El 26 de juny de 2018 va patir un accident en un entrenament a Cottbus quan xocà contra un altre ciclista. De resultes de l'accident quedà paraplègica.

## Palmarès
- 2007
  -  Campiona del món júnior en Velocitat
  -  Campiona del món júnior en 500 metres contrarellotge
  -  Campió del món júnior en Velocitat per equips (amb Sabine Brettschneider)
  -  Campiona d'Europa júnior en Velocitat
  -  Campiona d'Europa júnior en 500 metres contrarellotge
- 2008
  -  Campiona del món júnior en Velocitat
  -  Campiona del món júnior en 500 metres contrarellotge
  -  Campiona del món júnior en Keirin
- 2010
  -  Campiona d'Alemanya en 500 m contrarellotge
  -  Campiona d'Alemanya en Keirin
  -  Campiona d'Alemanya en Velocitat
- 2011
  -  Campiona d'Alemanya en Velocitat
- 2012
  -  Medalla d'or als Jocs Olímpics de Londres en Velocitat per equips (amb Miriam Welte)
  -  Campiona del Món en Velocitat per equips (amb Miriam Welte)
  -  Campiona d'Alemanya en Velocitat
- 2013
  -  Campiona del Món en Velocitat per equips (amb Miriam Welte)
  -  Campiona d'Europa en Velocitat
  -  Campiona d'Alemanya en Keirin
  -  Campiona d'Alemanya en Velocitat
  -  Campiona d'Alemanya en Velocitat per equips (amb Miriam Welte)
- 2014
  -  Campiona del Món en Velocitat
  -  Campiona del Món en Keirin
  -  Campiona del Món en Velocitat per equips (amb Miriam Welte)
  -  Campiona d'Europa en Keirin
  -  Campiona d'Alemanya en Keirin
  -  Campiona d'Alemanya en Velocitat
  -  Campiona d'Alemanya en Velocitat per equips (amb Doreen Heinze)
- 2015
  -  Campiona del Món en Velocitat
  -  Campiona d'Alemanya en Velocitat
  -  Campiona d'Alemanya en 500 m contrarellotge
  -  Campiona d'Alemanya en Velocitat per equips (amb Gudrun Stock)
- 2016
  -  Medalla d'or als Jocs Olímpics de Rio de Janeiro en Velocitat
  -  Medalla de bronze als Jocs Olímpics de Rio de Janeiro en Velocitat per equips (amb Miriam Welte)
  -  Campiona del Món en Keirin
  -  Campiona d'Alemanya en Velocitat
  -  Campiona d'Alemanya en Velocitat per equips (amb Pauline Grabosch)
- 2017
  -  Campió del Món en Velocitat
  -  Campiona del Món en Keirin
  -  Campiona d'Europa en Velocitat
  -  Campiona d'Europa en Keirin
  -  Campiona d'Alemanya en Velocitat
  -  Campiona d'Alemanya en Keirin
  -  Campiona d'Alemanya en Velocitat per equips (amb Pauline Grabosch)

### Resultats a laCopa del Món
- 2010-2011
  - 1a a Cali, en Velocitat
- 2011-2012
  - 1a a Cali, en Velocitat
  - 1a a Cali, en Velocitat per equips
- 2012-2013
  - 1a a Glasgow, en Velocitat
  - 1a a Glasgow, en Keirin
- 2013-2014
  - 1a a Manchester i Aguascalientes, en Velocitat
  - 1a a Manchester i Aguascalientes, en Velocitat per equips
  - 1a a Manchester i Aguascalientes, en Keirin
- 2014-2015
  - 1a a Londres, en Velocitat
- 2015-2016
  - 1a a Cali, en Keirin
  - 1a a Cambridge, en Velocitat
- 2016-2017
  - 1a a Cali i Los Angeles, en Velocitat
  - 1a a Cali, en Velocitat per equips
  - 1a a Cali i Los Angeles, en Keirin
- 2017-2018
  - 1a a Pruszków, Manchester i Milton, en Keirin
  - 1a a Pruszków, Manchester i Milton, en Velocitat
  - 1a a Pruszków, Manchester i Milton, en Velocitat per equips